# Comanegra
|  | Aquest article és sobre la muntanya. Per a l'editorial, vegeu Editorial Comanegra |

El Comanegra és una muntanya de 1.557,4 metres que es troba entre els municipis de Montagut i Oix, a la comarca de la Garrotxa, el de la Menera a la del Vallespir, i el de Camprodon, al Ripollès.
Al cim hi ha un vèrtex geodèsic.
Aquest cim forma part de la llista dels 100 cims de la FEEC.
El Comanegra és la muntanya més alta de la Garrotxa i el punt més meridional de la França continental.